# Zastava New Orleansa
Zastava New Orleansa je službena zastava tog američkog lučkog grada i u prošlosti najvećeg grada u saveznoj državi Louisiani. Na zastavi dominira bijela pozadina s tankom crvenom prugom u gornjem i plavom linijom u donjem dijelu. U sredini bijele pozadine nalaze se tri zlatna heraldička ljiljana. Sami ljiljani su uvedeni jer je Louisiana u prošlosti bila francuska kolonija a taj cvijet je tradicionalni francuski simbol.
Središnja bijela linija čini 2/3 širine zastave a gornja crvena odnosno donja plava svega 1/6 širine.
Gradsko vijeće grada New Orleansa je zastavu proglasilo službenom 1918. godine.

## Značenje
Bijelo polje na zastavi simbolizira vlast, crvena pruga bratstvo a plava slobodu. Veličina bijelog polja je pet puta veća od plave i crvene pruge. Tri heraldička ljiljana su grupirana u obliku trokuta te predstavljaju New Orleans koji funkcionira na temelju vlasti, bratstva i slobode. Sve tri boje pojavljuje se na zastavama SAD-a i Francuske.